# John Lunn
John Lunn (*1958, Toronto, Ontario) je anglicky píšící kanadský spisovatel, autor knih pro mládež.

## Život
Johnn Lunn se narodil roku 1958 v Torontu jako nejmladší z pěti dětí spisovatelky knih pro děti Janet Lunnové a žurnalisty Richarda Lunna. Když mu bylo deset let, přestěhoval se s rodiči do Prince Edward County na severním břehu jezera Ontaria. Po dokončení střední školy se vrátil zpět do Toronta a tři roky se učil zhotovovat flétny. Poté se odstěhoval do Bostonu v Massachusetts, kde začal pracovat pro světově proslulého výrobce fléten. Roku 1987 se oženil a se svou manželkou Meredith, jinak chovatelkou psů, zahájil v Torontu vlastní výrobu fléten s originálním světově uznávaným designem. Roku 1991 se Lunn se svou rodinou odstěhoval do Newportu v New Hampshire. Vlastní také malé animační studio, ve kterém filmuje technikou fázové animace. Angažuje se též místní politice.
Již jako dospívající mladík zkoušel John Lunn psát básně i prózu a v devatenácti letech napsal dokonce vědeckofantastický román. Jeho prvním publikovaným dílem je dobrodružný román Námořníkova kletba z roku 2004. Že by se ale někdy živil jen literaturou, Lunn nepředpokládá.

## Literární dílo
- The Mariner's Curse (2004, Námořníkova kletba), dobrodružný román z námořnického prostředí s duchařskou zápletkou.
- The Aquanauts (2005, Akvanauti), vědeckofantastický román o nehodě dívky a jejího otce v ponorce, která uvízne v umělé černé díře. Kniha byla roku 2007 nominována na saskatchewanskou cenu The Willow Awards, ve které hlasují studenti.[1]

## Česká vydání
- Námořníkova kletba, Albatros, Praha 2005, přeložil Lumír Mikulka.